# خلدون الخشتي
خالدون الخشتي (بالإنجليزية: Khaldoun Al-Khashti) هو لاعب كرة يد كويتي وُلد في 1 سبتمبر 1970. شارك في الألعاب الأولمبية الصيفية 1996.
كما فاز بالميدالية الفضية في كرة اليد في دورة الألعاب الآسيوية 1998.

## وصلات خارجية
- Khaldoun Al-Khashti على موقع أوليمبيديا (الإنجليزية)